# Hrvatski nogometni kup 2008./09.
Hrvatski nogometni kup sezone 2008./09. je 18. izdanje hrvatskog nogometnog kupa. Kup je počeo 27. kolovoza 2008. prvim pretkolom. Branitelj naslova bio je zagrebački Dinamo.

## Pretkolo
Pretkolo je odigrano 27. kolovoza 2008.
| Domaćin                 | Rezultat   | Gost                       |
| ----------------------- | ---------- | -------------------------- |
| NK Žminj                | 0-2        | NK Gaj Mače                |
| NK Moslavina            | 7-0        | NK Istra Tar               |
| NK Croatia Đakovo       | 1-3        | NK Polet Buševec           |
| NK Bjelovar             | 2-4        | NK Zagora Unešić           |
| NK Orijent Rijeka       | 1-0        | NK Raštane                 |
| NK Novalja              | 0-1        | NK Metalac Sisak           |
| NK Međimurje Čakovec    | 3-0        | HNK Trogir                 |
| NK Suhopolje            | 5-4 (pen.) | NK Križevci                |
| NK Mladost Cernik       | 2-0        | NK Slavija Pleternica      |
| HNK Vukovar '91         | 3-2        | NK Podravina Ludbreg       |
| NK Nedelišće            | 1-3        | NK Karlovac                |
| NK Garić Garešnica      | 1-4        | NK Grafičar-Vodovod Osijek |
| NK Mladost Molve        | 3-4 (pr.)  | NK Konavljanin Čilipi      |
| NK Hrvatski dragovoljac | 1-0        | NK Graničar Županja        |
| NK Lučko                | 11-1       | NK Sračinec                |
| NK Vinogradar           | 1-2        | NK Oriolik                 |

## 1/16 finala
Šesnaestina finala odigrana je 24. rujna 2008.
| Domaćin                    | Rezultat   | Gost                |
| -------------------------- | ---------- | ------------------- |
| NK Gaj Mače                | 1-5        | NK Dinamo Zagreb    |
| NK Metalac Sisak           | 0-6        | HNK Rijeka          |
| NK Orijent Rijeka          | 1-4        | HNK Hajduk Split    |
| NK Mladost Cernik          | 0-1        | NK Varteks          |
| NK Polet Buševec           | 0-2        | NK Slaven Belupo    |
| NK Zagora Unešić           | 2-1        | NK Osijek           |
| NK Grafičar-Vodovod Osijek | 1-3        | NK Zagreb           |
| HNK Suhopolje              | 1-2        | HNK Cibalia         |
| NK Oriolik                 | n.i.1      | NK Kamen Ingrad     |
| NK Lučko                   | 3-5        | NK Inter Zaprešić   |
| NK Karlovac                | 7-6 (pen.) | NK Istra 1961       |
| NK Moslavina               | 2-1        | NK Šibenik          |
| HNK Vukovar '91            | 0-1        | NK Pomorac Kostrena |
| NK Konavljanin Čilipi      | 1-0        | NK Belišće          |
| NK Zadar                   | 3-0        | NK HAŠK             |
| NK Hrvatski dragovoljac    | 1-0        | NK Međimurje        |

1 Kamen Ingrad je odustao od natjecanja

## Osmina finala
Utakmice osmine finala odigrane su 29. listopada.
| Domaćin                 | Rezultat  | Gost                 |
| ----------------------- | --------- | -------------------- |
| NK Hrvatski dragovoljac | 0-6       | NK Dinamo Zagreb     |
| NK Zadar                | 2-2 (6-7) | HNK Rijeka           |
| NK Konavljanin Čilipi   | 0-2       | HNK Hajduk Split     |
| NK Pomorac Kostrena     | 1-0       | NK Varteks           |
| NK Moslavina            | 0-2       | NK Slaven Belupo     |
| NK Zagora Unešić        | 2-1       | NK Karlovac          |
| NK Inter Zaprešić       | 0-2       | NK Zagreb            |
| NK Oriolik              | 0-4       | HNK Cibalia Vinkovci |

## Četvrtfinale
Prve četvrtfinalne utakmice odigrane su 12. studenog, a uzvratne dva tjedna kasnije.
| Domaćin             | Uk. rez.   | Gost             | 1. ut | 2. ut |
| ------------------- | ---------- | ---------------- | ----- | ----- |
| NK Zagora Unešić    | 2:7        | NK Dinamo Zagreb | 1:2   | 1:5   |
| HNK Hajduk          | 7:6 (pen.) | NK Slaven Belupo | 0:0   | 0:0   |
| HNK Rijeka          | 4:6 (pen.) | NK Zagreb        | 2:2   | 2:2   |
| NK Pomorac Kostrena | 3:5 (pen.) | HNK Cibalia      | 1:1   | 1:1   |

## Polufinale
Prve polufinalne utakmice odigrane su 4. ožujka, a uzvratne 18. ožujka.
| Domaćin    | Uk. rez. | Gost             | 1. ut | 2. ut |
| ---------- | -------- | ---------------- | ----- | ----- |
| NK Zagreb  | 1:6      | NK Dinamo Zagreb | 0:2   | 1:4   |
| HNK Hajduk | 4:1      | HNK Cibalia      | 4:1   | 0:0   |

## Finale
Prva finalna utakmica odigrana je 13. svibnja, a uzvratna 28. svibnja.
| Domaćin          | Uk. rez.             | Gost             | 1. ut | 2. ut |
| ---------------- | -------------------- | ---------------- | ----- | ----- |
| NK Dinamo Zagreb | 3:0, 0:3 (*5:4 11 m) | HNK Hajduk Split | 3:0   | 0:3   |

## Poveznice
- T-Com 1. HNL 2008./09.
- 2. HNL 2008./09.
- 3. HNL 2008./09.
- 4. HNL 2008./09.
- 5. rang HNL-a 2008./09.
- 6. rang HNL-a 2008./09.
- 7. rang HNL-a 2008./09.
- 8. rang HNL-a 2008./09.

## Vanjske poveznice
- Rezultati na prva-hnl.hr(pristupljeno 4. prosinca 2015.)